# Vaccin contre la Covid-19
Pour un article plus général, voir Politique vaccinale contre la Covid-19.
Un vaccin contre la maladie à coronavirus 2019 (Covid-19) entraîne et prépare le système immunitaire à reconnaître et à combattre le coronavirus SARS-CoV-2, ce qui permet de prévenir cette maladie.
Pour développer rapidement une gamme de vaccins contre la Covid-19, une collaboration inédite naît en 2020 entre l'industrie pharmaceutique multinationale, différents organismes gouvernementaux et des fondations philanthropiques. La mise au point d'un vaccin capable de protéger durablement contre le SARS-CoV-2 s'avère un défi technologique. Avant la pandémie de Covid-19, aucun vaccin contre une maladie infectieuse n'a été développé en moins d'un an et aucun vaccin n'existait pour lutter contre un coronavirus humain. Il préexistait toutefois une base de connaissances sur la structure et la fonction des coronavirus, causant des maladies comme le SRAS ou le syndrome respiratoire du Moyen-Orient.
Différentes approches technologiques ont été explorées. Certains vaccins ont été jugés prioritaires et ont été soutenus financièrement et institutionnellement. Des technologies dites de nouvelle génération, comme les vaccins à ARN ou les vaccins à vecteur viral, ont ainsi été favorisées. Des technologies plus traditionnelles comme les vaccins à virus inactivé ou de sous-unité protéique ont également été retenues. En revanche en 2021, aucun vaccin à virus vivant atténué n'est encore disponible. Les choix technologiques et la commercialisation des premiers vaccins contre la Covid-19 sont ceux effectués par l'Initiative ACT-A et l'Opération Warp Speed lancée le 15 mai 2020 par le président américain Donald Trump, bénéficiant à quelques firmes occidentales. L'Organisation mondiale de la santé (OMS) favorise l'émergence de sociétés de biotechnologie, telles que Afrigen en Afrique du Sud, qui puissent acquérir les technologies des vaccins à ARN, et puissent les produire et les rendre accessibles dans des pays aux revenus moins élevés,,.
En août 2021, selon l'Organisation mondiale de la santé (OMS), il y aurait 110 vaccins contre le coronavirus SARS-CoV-2 autorisés ou en phase d'étude clinique, ainsi que 184 vaccins potentiels à l'étude. Plusieurs vaccins étudiés lors d'essais cliniques de phase III ont affiché une efficacité vaccinale allant jusqu'à 95 % contre les souches du virus circulant au début 2021. Vingt-et-un vaccins sont approuvés par au moins une autorité nationale pour administration au public :
- deux vaccins à ARN par Pfizer-BioNTech et Moderna ;
- cinq vaccins à vecteur viral : Spoutnik V, Spoutnik Light, Oxford–AstraZeneca, Convidecia et Janssen ;
- six vaccins de sous-unité protéique : NVX-CoV2373, EpiVacCorona, ZF2001, Abdala, SOBERANA 02 et MVC-COV1901 (en) ; le VidPrevtyn Bêta de Sanofi et GSK complète cette liste en novembre 2022 ;
- neuf vaccins à virus inactivé : BBIBP-Corv, WIBP-CorV, CoronaVac, Covaxin, CoviVac, Covidful, KCONVAC, COVIran Barekat et QazCovid-in.

À l'exception des vaccins à virus inactivé qui permettent à l'organisme de se familiariser avec l'ensemble des protéines virales du SARS-CoV-2, la plupart des vaccins développés incorporent la protéine S de la souche de Wuhan (D614), reproduite à l'identique ou avec la mutation dite « 2P ». Quelques vaccins ciblent uniquement un fragment de la protéine S, appelé RBD. En 2022, des vaccins bivalents (Pfizer et Moderna) élargissent la couverture aux variants Omicron.
Plusieurs pays ont mis sur pied des campagnes de vaccination priorisant les groupes plus à risque, comme les personnes âgées ou à haut risque d'exposition. Début août 2021, près de 9 milliards de doses de vaccin anti-Covid ont été administrées dans le monde.
En octobre 2023, Katalin Karikó et Drew Weissman remportent le prix Nobel de médecine pour leurs découvertes ayant permis la mise au point de vaccins ARNm efficaces contre la Covid-19.

## Historique
En 2020, une pandémie se propage dans le monde et provoque un choc systémique sanitaire, sociétal et économique. L'agent infectieux en cause est un coronavirus, le SARS-CoV-2. Pour sortir de cette crise, des investissements considérables et le monde de la recherche sont mobilisés au niveau international pour développer des vaccins contre ce virus.

### Expériences antérieures
Avant la Covid-19, aucun vaccin contre une maladie infectieuse n'avait été développé en moins d'un an et aucun vaccin n'existait pour lutter contre un coronavirus humain. Des projets antérieurs avaient tenté, sans grand succès, de développer des vaccins contre les coronavirus humains du SARS-CoV-1 et du MERS-CoV. Ces vaccins anti-SARS-CoV-1 et anti-MERS avaient été testés sur des animaux non humains, comme les singes,,.
Des vaccins ont été développés contre plusieurs coronavirus affectant les animaux. Un vaccin contre le coronavirus de la diarrhée épidémique porcine est disponible commercialement. D'autres ont été développés avec plus ou moins de succès contre le virus de la bronchite infectieuse chez les oiseaux, le coronavirus canin et le coronavirus félin (FCoV). Les vaccins développés contre le FCoV ciblaient la protéine S. En présence d’anticorps ciblant directement la protéine S, ce coronavirus mute et les anticorps deviennent non neutralisants et facilitent l'infection des globules blancs. En détournant les anticorps à son profit, le virus développe un tropisme pour des globules blancs (les macrophages) où il se réplique activement. Ce qui dégénère en péritonite infectieuse féline (PIF).

### 2020: premiers vaccins
En 2020, des dizaines de milliards de dollars ont été investis par des entreprises, des gouvernements, des organisations internationales de santé et des groupes de recherche universitaires pour développer des dizaines de vaccins candidats et se préparer à des programmes mondiaux de vaccination pour immuniser la population contre la Covid-19,,,. En février 2020, l'OMS déclare ne pas s'attendre à avoir un vaccin disponible contre la Covid-19, avant 18 mois (horizon automne 2021). Fin avril 2020, l'Initiative ACT-A est mise en place par le G20, l’OMS et la Fondation Bill-et-Melinda-Gates dans le but de coordonner et accélérer au niveau mondial, la mise au point et la production de produits de diagnostic, de traitements et de vaccins contre la Covid-19. Dans les faits, les choix technologiques et la commercialisation des premiers vaccins contre la covid ont été orientés par l'Initiative ACT-A ainsi que par l'opération Warp Speed lancée le 15 mai 2020 par le président américain Donald Trump.
Dès janvier 2020, plusieurs vaccins ont commencé à être élaborés en Russie, ainsi qu'en Occident par la firme pharmaceutique Johnson & Johnson ou à l'université d'Oxford. En Allemagne, le Pr Uğur Şahin, patron de BioNTech, conçoit un vaccin à base d'ARN en l'espace d'un week-end. En février 2020, une équipe de recherche de l'Imperial College de Londres affiche sa volonté de réduire le temps de développement normal du vaccin « de deux à trois ans à seulement quatorze jours »,, l'équipe de l'Imperial College étant alors au stade de test du vaccin sur les animaux. En mars 2020, au moins 35 entreprises et établissements universitaires développent chacun leur vaccin. Quelque 300 études cliniques sont alors en cours. Le 11 août 2020, l'OMS recense 168 vaccins à l'étude dans le monde : 28 auraient déjà été évalués dans des essais cliniques sur l'homme, et six seraient en phase III des essais cliniques, avant l'homologation. À la mi-octobre, ce nombre était de 193, dont 10 en phase III.
Le 18 décembre, la Haute Autorité de santé indique qu'il n'est actuellement pas nécessaire de vacciner systématiquement les personnes ayant déjà développé une forme symptomatique de la Covid-19. Elle précise que le recul actuel de 3 mois environ montre qu’il n’y a pas d’effet indésirable grave particulier lorsqu’une personne ayant déjà eu la Covid-19 se fait vacciner mais qu'il est cependant préférable de respecter un délai minimal de 3 mois à partir du début des symptômes. Des études montrent qu'une personne contaminée pourrait être immunisée de 6 mois à plusieurs années, ce qui suggère qu’une campagne de vaccination serait efficace sans forcément avoir recours, pensait-on, à des injections fréquentes.

## Développement

### Défis
La mise au point d’un vaccin approprié capable de protéger durablement contre le SARS-CoV-2 s'avère être un défi technologique. Une étude suggère que l'immunité acquise avec quatre types de coronavirus de rhumes saisonniers ne dépasse pas un an,, ce qui laisserait présager qu'une réinfection est possible. Toutefois il est avéré qu'il existe chez les humains une immunité cellulaire de long terme contre différents coronavirus (HCoV-229E, HCoV-NL63, HCoV-OC43) provoquant un simple rhume,. La question est de savoir si cette réinfection est asymptomatique, symptomatique ou aggravée.

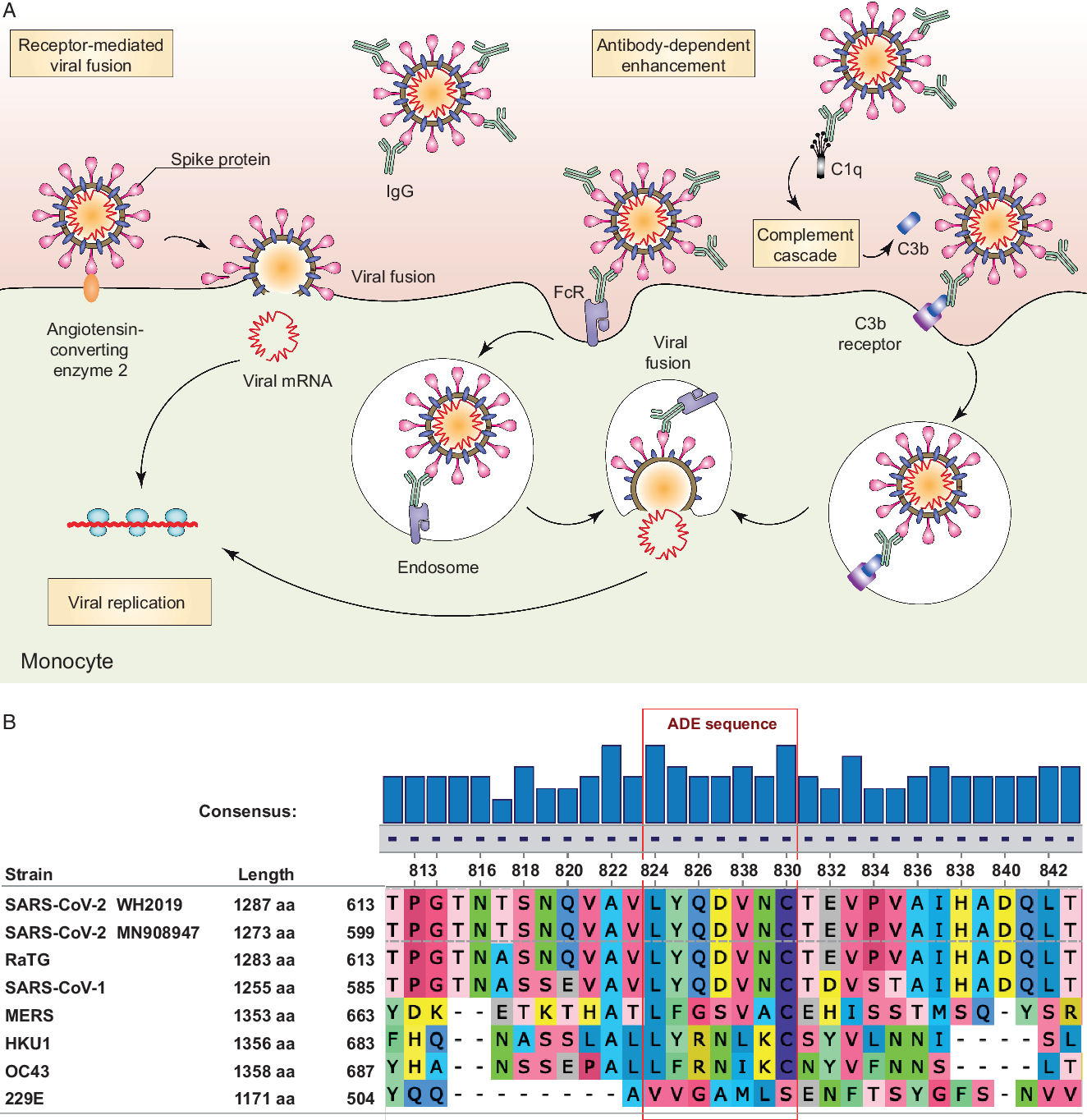
Certaines séquences de la protéine S des coronavirus ont été identifiées comme activant les anticorps facilitants. Dans le cas du SARS-CoV-1, il s’agissait de la séquence d’acides aminés LYQDVNC située aux codons 597-603.

Des virus tels que les coronavirus utilisent les récepteurs Fc pour infecter les globules blancs, par un mécanisme connu sous le nom de facilitation dépendante des anticorps. Dans le cas du SARS-CoV-1, ce risque est constaté et a été bien documenté chez l'animal de laboratoire avec des vaccins inactivés et des vaccins exprimant la protéine S en entier,,. Dans le cas du vaccin contre la COVID-19, ce risque est pris en compte par les agences de régulation et intégré dans les prérequis à une commercialisation,.
Outre le risque de la facilitation de l'infection par des anticorps, un autre risque théorique est le phénomène de « péché originel antigénique », appelé également « effet Hoskins ». Selon un consensus d'experts tenu en mai 2020, ces risques n'empêchent pas la recherche vaccinale, mais doivent être surveillés.
L'urgence de créer un vaccin contre la Covid-19 a conduit à raccourcir à quelques mois un processus qui nécessite généralement plusieurs années. Depuis le début du XXIe siècle, la fusion de nouvelles techniques telles que les biotechnologies et la bio-informatique permet d'accélérer la vitesse de fabrication des vaccins. Par exemple, l'utilisation de ces outils permet de :
- séquencer rapidement et massivement les génomes complets des microorganismes en suivant leur variété et évolution, et de les intégrer dans des bases de données ;
- identifier les structures moléculaires d'un microorganisme, susceptibles d'être à l'origine d'une réponse immunitaire.

L'ensemble de ces données est traité par une grande variété de logiciels qui permettent par exemple de classer les séquences génétiques, de donner la structure 3D d'une protéine virale, de comparer les épitopes, et de déterminer dans le cas du SARS-CoV-2 la glycoprotéine S (spike, spicule ou péplomère) du virus, comme la cible à privilégier pour une réponse immunitaire.
Dans le futur, d'autres vaccins pourraient cibler d'autres protéines virales, comme la protéine N du virus. Le meilleur scénario serait la production d'un vaccin universel contre les coronavirus.

### Initiative ACT-A
Afin de coordonner la réponse mondiale à la pandémie de Covid-19, en avril 2020 est mise en place par le G20 et l'OMS l'Initiative ACT-A. Elle réunit des gouvernements, des scientifiques, des entreprises, la société civile, des organismes philanthropiques et des organisations mondiales telles que la Fondation Bill-et-Melinda-Gates, la Coalition pour les innovations en matière de préparation aux épidémies (CEPI), la Fondation pour de nouveaux outils diagnostiques novateurs (FIND), Gavi L'Alliance du Vaccin, le Fonds mondial, Unitaid, Wellcome, et la Banque mondiale.
L'Initiative ACT-A est organisée en quatre piliers : (1) les vaccins (également appelés « COVAX »), (2) les diagnostics, (3) la thérapeutique et (4) une coordination des systèmes de santé. Le dispositif COVAX (COVID-19 Vaccines Global Access) est codirigé par l'OMS, la CEPI et l'alliance Gavi. Son objectif est d’accélérer la mise au point de vaccins contre la Covid-19 et d'« en assurer un accès juste et équitable », à l’échelle mondiale. L'OMS prévoit dès l'origine des essais cliniques internationaux, randomisés, de grande envergure et sur de multiples sites, pour permettre l'évaluation simultanée des avantages et des risques de chaque vaccin candidat dans un délai de 3 – 6 mois.
Certains vaccins ont été jugés prioritaires et ont été soutenus financièrement et institutionnellement par la Coalition pour les innovations en matière de préparation aux épidémies (CEPI) : le vaccin à vecteur développé par Oxford pour AstraZeneca, ceux à ARNm de CureVac et Moderna, celui à ADN d'Inovio Pharmaceuticals, celui à protéines recombinantes de Novavax et celui de l'université du Queensland. Le vaccin développé par l'université du Queensland est le V451 (en). Il incorporait des anticorps contre le VIH (anti-gp41 (en)), et a dû être abandonné en décembre 2020 après que les essais aient produit des faux positifs au VIH chez les personnes vaccinées.
Différents pays ont ainsi été incités à passer des commandes auprès de ces industriels, sous réserve que l'efficacité et l'innocuité des vaccins soient démontrées. Au 15 octobre 2020, le budget consacré à ces pré-commandes est de 12 milliards de dollars aux États-Unis et de 2,3 milliards d'euros en Europe.

### Essai clinique
Le processus d'élaboration et d'évaluation de vaccins est un équilibre entre, :
- l'efficacité des vaccins ;
- le niveau de toxicité acceptable du vaccin (sa sécurité) ;
- le bénéfice-risque pour les populations vulnérables ;
- la durée de la protection vaccinale ;
- des modes d'administration spéciaux (tels que par voie orale ou nasale, plutôt que par injection)
- le schéma posologique ;
- les caractéristiques de stabilité et de stockage ;
- l'autorisation d'utilisation d'urgence avant l'autorisation formelle ;
- la fabrication optimale pour passer à des milliards de doses ;
- l'homologation des vaccins.

Après des essais concluants sur modèle animal,, les essais de phase I testent principalement l'innocuité et le dosage préliminaire chez quelques dizaines de sujets sains, tandis que les essais de phase II - après le succès de la phase I - évaluent l'immunogénicité, les niveaux de dose (efficacité basée sur les biomarqueurs) et les effets indésirables du vaccin candidat, généralement sur des centaines des personnes. Un essai de phase I-II est généralement randomisé et contrôlé par placebo. Les essais de phase III impliquent généralement plus de participants sur plusieurs sites, incluent un groupe témoin et testent l'efficacité du vaccin pour prévenir la maladie (un essai «interventionnel» ou «pivot»), tout en surveillant les effets indésirables à la dose optimale. La définition de l'innocuité, de l'efficacité et des paramètres cliniques d'un vaccin dans un essai de phase III peut varier entre les essais de différentes sociétés, comme la définition du degré d'effets secondaires, de l'infection ou de la quantité de transmission, et si le vaccin prévient la Covid modérée ou sévère,.

## Types de vaccins
En janvier 2021, il existe au moins neuf technologies différentes ayant été mobilisées pour créer un vaccin contre la Covid-19. Ces approches vaccinales se focalisent sur la protéine S du SARS-CoV-2 de la souche d'origine de Wuhan (D614). Les vaccins à ARNm et les vaccins à vecteur sont des technologies dites de nouvelle génération. D'autres technologies ciblent un plus large panel de protéines du SARS-CoV-2, et ne se limitent pas à la seule protéine S, comme les vaccins à virus inactivés ou ceux à virus vivants atténués.
Les vaccins ciblant uniquement la protéine S et ceux à virus inactivés offrent une protection d'au moins six à huit mois, mais de durée réelle encore inconnue. [source insuffisante]Malgré les mutations du SARS-CoV-2, certains vaccins sont susceptibles d'offrir une protection à vie ou du moins à long terme (10 ans), dont des vaccins traditionnels à virus vivants atténués ou des technologies de nouvelle génération, basées sur l'immunité cellulaire, et qui offrent une protection sans générer d'anticorps.

### Vaccins diffusés dans les premières années 2020

#### Vaccins ciblant la protéine S
Chez la plupart des humains, il existe déjà un « répertoire antigénique » contre différentes protéines de coronavirus (HCoV-229E, HCoV-NL63, HCoV-OC43) provoquant un simple rhume. Dans le cas d’une infection au SARS-CoV-2, une immunité cellulaire croisée est généralement mobilisée pour lutter contre l’infection,. Les vaccins contre le SARS-CoV-2 vont compléter cette immunité préexistante en ciblant généralement une seule protéine du virus : la protéine S. La protéine S va devenir une cible prioritaire pour les lymphocytes T et plus encore pour les lymphocytes B qui vont produire des anticorps pour la neutraliser.
Pour cibler la protéine S du SARS-CoV-2, différentes technologies ont été mobilisées : les vaccins à ARN messagers ou à ADN, les vaccins à vecteurs viraux non réplicatifs ou encore des vaccins à protéines recombinantes.

##### Mutation 2P

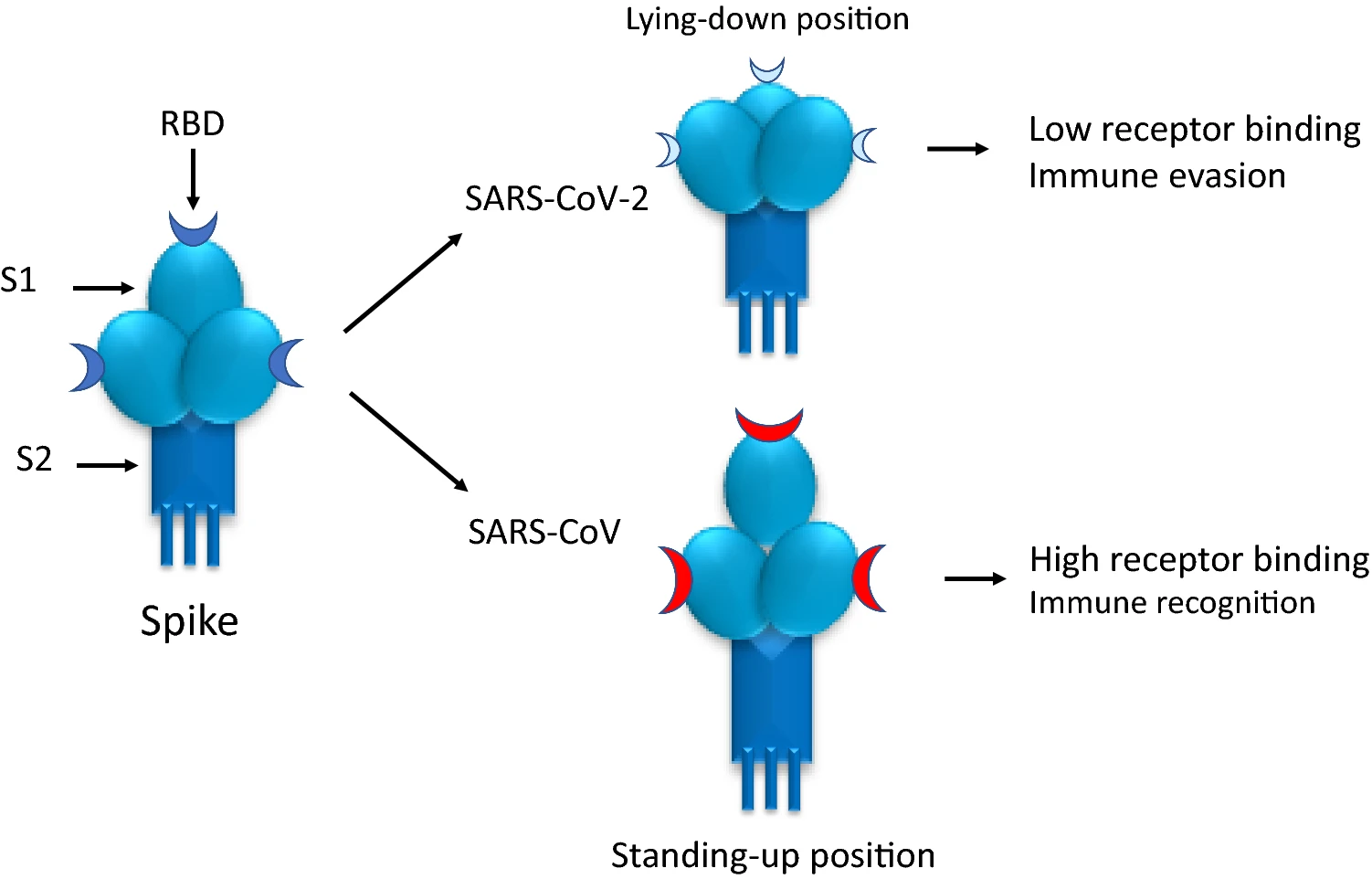
La protéine S du SARS-CoV-2 peut être dans un état « visible » (up), ou de préfusion « masqué » (down).

Plusieurs vaccins utilisent une « mutation 2P » pour verrouiller la protéine S dans sa configuration de pré-fusion (c'est-à-dire dans un état de conformation « masqué »), stimulant une réponse immunitaire au virus avant qu'il ne s'attache à une cellule humaine. Concrètement une « mutation 2P » consiste en l’ajout de deux prolines (substitution d'acides aminés sur la protéine S aux codons K986P et V987P) entre le heptad repeat 1 (HR1) et le central helix (CH) de la protéine S du SARS-CoV-2,.

##### Vaccins à ARNm

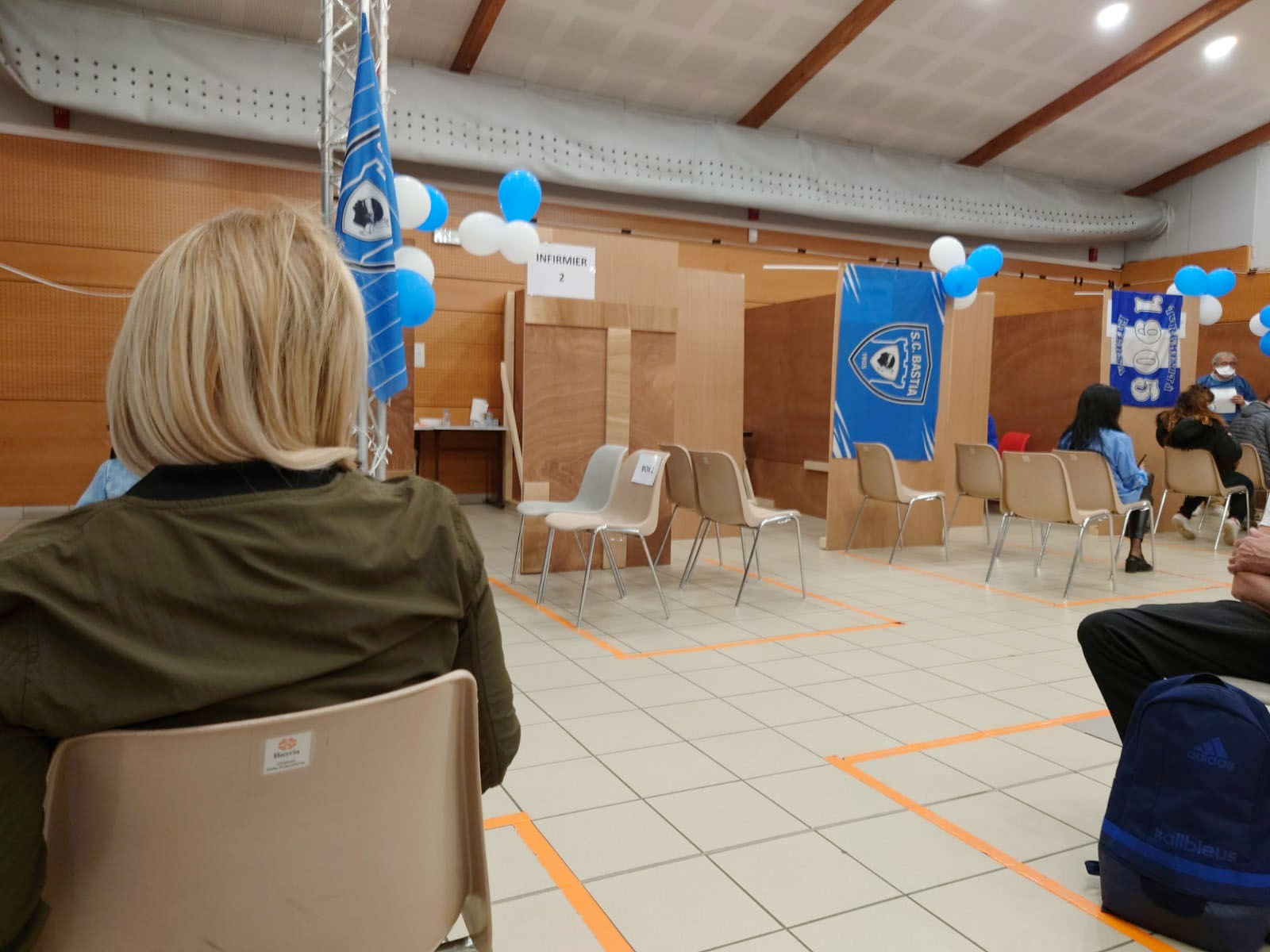
Au centre de vaccination de Bastia, toute personne majeure peut se faire vacciner au Pfizer-BioNTech depuis le 30 avril 2021 (photo prise le 2 mai 2021).

Les vaccins à ARNm sont des technologies dites de nouvelle génération. La biochimiste Katalin Karikó est à l'origine de la technologie des ARN messagers, et en 1997 elle rencontre l’immunologiste Drew Weissman avec lequel elle perfectionne sa technologie. Les ARN messagers permettent aux cellules du muscle dans lesquelles ils sont injectés de synthétiser la protéine S du SARS-CoV-2. Des cellules se transforment ainsi en usine à produire des protéines S. Les cellules exposent les protéines S produites à leur surface, ce qui permet à des globules blancs de se familiariser avec la protéine S, de la reconnaître et de produire des anticorps contre celle-ci. L'ARN messager délivré par le vaccin est encapsulé dans des nanoparticules de lipide. Ces nanoparticules contiennent du polyéthylène glycol 2000. Cette technologie est utilisée par les Américains Pfizer et Moderna, l’Allemand CureVac/Bayer, et est en projet pour le Français Sanofi Pasteur.
Le vaccin Pfizer-BioNtech a été conçu à la fin janvier 2020 par le cofondateur de BioNTech (BNT), Uğur Şahin,. Le 17 mars 2020, Pfizer annonce un partenariat avec BioNTech et les sociétés développent deux formules, le « BNT162b1 » et le « BNT162b2 ». Le BNT162b1 ne fait produire par les cellules qu'un fragment de la protéine S, le domaine de liaison au récepteur (RBD). Le BNT162b2 fait produire par les cellules la protéine S de la souche d'origine (celle de Wuhan) dans son intégralité, avec comme seule modification la mutation 2P. Finalement, seul le BNT162b2 est commercialisé, rebaptisé Tozinaméran.
Le National Institute of Allergy and Infectious Diseases (NIAID) des États-Unis a collaboré avec Moderna pour développer un vaccin à ARN dont le nom de code est « mRNA-1273 ». Cet ARN messager est encapsulé dans des nanoparticules lipidiques avec comme seule modification la mutation 2P. Comme le vaccin de Pfizer commercialisé (BNT162b2), c'est l'ensemble de la protéine S de la souche d'origine qui est synthétisée par des cellules et qui devient la cible d'anticorps.
Le vaccin Zorecimeran du laboratoire allemand CureVac/Bayer, tout comme le vaccin MRT5500 du laboratoire français Sanofi Pasteur, qui devaient tous les deux être commercialisés d'ici la fin 2021, intègrent également une protéine S de la souche d'origine avec la mutation 2P,. Les deux développements sont abandonnés à l'automne 2021,.
En aout 2022, Moderna porte plainte contre Pfizer pour violation de brevet concernant leur vaccin à ARN messager.
Le 2 octobre 2023, Katalin Karikó et Drew Weissman sont récompensés du prix Nobel de médecine pour « leurs découvertes concernant les modifications des bases nucléosidiques ayant permis la mise au point de vaccins ARNm efficaces contre le Covid-19 ».

##### Vaccins à vecteurs
Les vaccins à vecteur utilisent un virus modifié dont une partie du génome a été remplacée par une séquence permettant de synthétiser la protéine S du SARS-CoV-2. Le vecteur utilisé peut être un adénovirus, le virus de la rougeole ou d'autres. Des cellules de la personne vaccinée vont être infectées par ce vecteur, et vont se mettre à produire des protéines S comme dans le cas des vaccins à ARN.
Cinq vaccins à vecteur contre la Covid-19 ont été mis sur le marché :
- le vaccin Covishield / Vaxzevria du laboratoire britannique AstraZeneca, le vaccin Spoutnik V (2 doses) ou Spoutnik Light (unidose)[80] de l’Institut russe Gamaleïa et le vaccin Convidicea du laboratoire chinois CanSino ont en commun qu’ils présentent une protéine S entière de la souche d'origine (celle de Wuhan) sans aucune mutation[81] ;
- le vaccin Ad26.COV2.S du laboratoire américain Johnson & Johnson (Janssen) présente une protéine S entière de la souche d'origine avec la mutation 2P[81].

Le vaccin d'AstraZeneca-Oxford contre la Covid-19 est basé sur un vecteur adénoviral simien (chimpanzé) génétiquement modifié pour contenir la protéine S,. Le vaccin Spoutnik V et le vaccin Convidicea utilisent comme vecteur un adénovirus de type 5 (Ad5), et le vaccin Janssen un adénovirus de type 26 (Ad26). L'Université de Hong Kong essaye de développer un vaccin avec un virus atténué de la grippe comme vecteur et n'incorpore qu'un fragment de la protéine S, appelé RBD. L'Institut Pasteur qui utilisait un vecteur du virus de la rougeole a abandonné ses recherches sur ce type de vaccin.

##### Vaccins sous-unitaires
Les vaccins sous-unitaires présentent directement un ou plusieurs antigènes de la protéine S sans les faire produire par des cellules de la personne vaccinée comme dans le cas des vaccins à ARN ou des vaccins à vecteur. Dans le cas des vaccins à protéines recombinantes, des protéines S du SARS-CoV-2 sont produites en laboratoire par un virus qui n’est pas le SARS-CoV-2, en l'occurrence un baculovirus (virus en forme de batonnet). Ces protéines S sont ensuite purifiées et injectées. Un adjuvant est ajouté pour booster la réponse immunitaire.
Cinq vaccins sous-unitaires contre la Covid19 ont déjà été mis sur le marché :
- le vaccin Abdala développé par le Centre Cubain pour l'Ingénierie Génétique et la Biotechnologie, le vaccin SOBERANA 02 développé par BioCubaFarma, et le vaccin ZF2001 du laboratoire chinois Anhui Zhifei Longcom, ont en commun qu’ils n’incorporent qu’un fragment de la protéine S, appelé RBD[86] ; Les vaccins Abdala et Soberana s'appuient sur une technique utilisée pour un vaccin contre l'hépatite B développé par Cuba il y a plusieurs années ; selon Merardo Pujol Ferrer, du CIGB, en novembre 2021, 24 millions de doses avaient déjà été administrées à 8 millions de personnes à Cuba ; et ces deux vaccins ont commencé à être exporté vers le Venezuela, le Vietnam, l'Iran et le Nicaragua alors qu'une demande d'approbation étaient faites à l'OMS[87].
- le vaccin EpiVacCorona développé par l’Institut russe VEKTOR, incorpore des fragments peptidiques de la protéine S : une fraction du RBD (codons 454 à 477) et une fraction du HR2 (codons 1179 à 1209)[88],[89] ;
- le vaccin MVC-COV1901 du laboratoire taiwanais Medigen, incorpore une protéine S entière de la souche d’origine, avec la mutation 2P[90]. Contrairement aux vaccins à ARN messager (ARNm) de Pfizer et Moderna, les vaccins protéiques ne nécessitent pas une conservation et un transport à des températures très basses et leurs effets secondaires pourraient être moindres que les vaccins d'AstraZeneca et de J&J[87].

D’ici la fin 2021, deux vaccins sous-unitaires contre la Covid19 pourraient être autorisés en Occident :
- Le vaccin NVX-CoV2373 développé par l’Américain Novavax incorpore une protéine S entière de la souche d’origine, avec la mutation 2P et une autre mutation appelée « 3Q » sur le site dit de la furine (mutations aux codons R682Q, R683Q et R685Q)[91] ;
- Le vaccin VAT00008 développé en commun par les laboratoires français Sanofi Pasteur et britannique GSK proposera soit un vaccin sous-unitaire avec une protéine S entière de la souche d'origine de Wuhan avec la mutation 2P, soit un vaccin sous-unitaire composé de deux protéines S entières combinant la souche d’origine (D614) avec le variant bêta (dit sud-africain) avec les mutations 2P[92]. Le vaccin à protéine recombinante VidPrevtyn Bêta (en) est autorisé pour les rappels de vaccination par l'Agence européenne des médicaments le 10 novembre 2022[93].

#### Vaccins inactivés
Parmi les vaccins contre le SARS-CoV-2 qui sont déjà sur le marché, une seule technologie cible un plus large panel de protéines virales du SARS-CoV-2 que la seule protéine S. Il s’agit des vaccins inactivés, qui utilisent des virus qui ont perdu tout pouvoir infectant par procédé physico-chimique. Plusieurs injections, par voie intramusculaire ou sous-cutanée, sont souvent nécessaires pour obtenir une immunisation suffisante. Neuf vaccins inactivés contre la Covid-19 ont déjà été mis sur le marché :
- les vaccins BBIBP-CorV et WIBP-CorV du laboratoire chinois Sinopharm[95];
- le vaccin CoronaVac du laboratoire chinois Sinovac[96];
- le vaccin Covidful développé par l’Académie chinoise des sciences médicales ;
- le vaccin KCONVAC du laboratoire chinois Minhai Biotechnology[97];
- le vaccin Covaxin du laboratoire indien Bharat[98];
- le vaccin CoviVac du laboratoire russe Chumakov[99];
- le vaccin COVIran Barekat du laboratoire iranien Shifa Pharmed Industrial Group[100];
- le vaccin QazCovid-in développé par l'Institut de recherche sur les problèmes de sécurité biologique du Kazakhstan[101].

Un vaccin inactivé a également été développé par le laboratoire français Valneva. Ce vaccin - appelé VLA2001 - est en juillet 2021 en phase III, et il est prévu qu’une demande de mise sur le marché soit lancée au cours de l'automne 2021.

### Vaccins en cours de développement

#### Vaccins atténués
Les vaccins à virus vivant entier et atténué comptent parmi les plus anciennes technologies vaccinales disponibles. Atténué signifie «affaibli». Affaiblir un virus vivant implique généralement de réduire sa virulence ou sa capacité à se répliquer. Le virus infecte toujours les cellules et provoque des symptômes bénins. L'utilisation d'un virus vivant atténué présente un avantage : la vaccination ressemble à une infection naturelle, ce qui conduit généralement à des réponses immunitaires robustes et à une mémoire des antigènes du virus qui peut durer de nombreuses années,.
Des inquiétudes ont été exprimées sur le fait qu’avec une telle technologie, il existe un risque théorique de mutation et de recombinaison avec un coronavirus sauvage pour recréer une souche sauvage. La HAS ajoute que « Ces vaccins posent également des problèmes de sécurité évidents lorsque l’on s’adresse à des infections potentiellement graves nécessitant de s’assurer de leur parfaite atténuation »,.
Un vaccin à virus vivant atténué peut facilement être produit à grande échelle et être distribué à bas prix. Au moins trois vaccins vivants atténués contre la Covid-19 sont développés respectivement par les laboratoires américains Codagenix et Meissa, ainsi que par le Serum Institute of India.

#### Vaccins ciblant les épitopes de lymphocytes T
De nouvelles biotechnologies utilisant des méthodes « immuno-informatiques » permettent de sélectionner des épitopes (déterminants antigéniques) à partir de sérum de convalescents. Ces épitopes sont choisis dans des zones des protéines du virus qui mutent très peu. Il s'agit de peptides servant de base à des vaccins susceptibles de stimuler préférentiellement les lymphocytes T.
Cette approche aurait l'avantage d'apporter une protection au niveau des muqueuses respiratoires, avec une immunité plus étendue et plus durable, par rapport aux vaccins basés sur la production d'anticorps ciblant la seule protéine S, et dont l'efficacité peut être réduite par l'apparition de nouveaux variants. La mise au point de vaccins à lymphocytes T est un moyen d'éviter tout risque de facilitation de l'infection par des anticorps à la suite d'une vaccination. Cependant cette technologie vaccinale doit encore faire ses preuves mais elle ouvre de nouvelles pistes.
Ces recherches vaccinales sont au stade de phase 1. Elles sont effectuées, entre autres, par le laboratoire américain EpiVax Therapeutics, ou le laboratoire français Ose Immunotherapeutics,. Dans le cas du vaccin CoVepiT développé par Ose, les 55 épitopes sélectionnés se trouvent sur 11 protéines du SARS-CoV-2 dont la protéine S et la protéine N.

#### Vaccins de seconde génération
Les entreprises françaises GTP Bioways et LinKinVax s'associent pour le développement d'un vaccin de seconde génération, moins sensible aux mutations que les vaccins à ARN, et dont l'efficacité pourrait donc être plus longue. La technologie de ce vaccin repose sur des anticoprs monoclonaux qui vont agir sur certaines cellules du système immunitaire fondamentales pour la stimulation et la régulation des réponses immunitaires. GTP Bioways explique que les cellules ciblées par les anticorps du vaccin sont comme des professeurs qui « éduquent le système immunitaire pour lui apprendre à répondre ». La réponse immunitaire attendue ciblera des zones du virus dans lesquelles peu de mutations se produisent. Les premiers essais cliniques sont prévus en 2023,.

#### Le vaccin NDV-HXP-S
Des chercheurs de l'Université du Texas à Austin ont mis au point "une protéine S-6P" (également appelée HexaPro), très stable, "où 6 acides aminés ont été substitués par des prolines". Cette protéine, très facile à produire industriellement, "peut être entreposée à température ambiante" et supporter 3 cycles de congélation/décongélation. La séquence d'ADN codant l'HexaPro est incorporée à un virus de la maladie de Newcastle (NDV) pour créer un nouveau vaccin recombinant, le NDV-HXP-S qui peut être produit dans des œufs comme le vaccin contre la grippe saisonnière.
La version injectable du NDV-HXP-S est en études cliniques en Thaïlande, au Vietnam et au Brésil où, sous le nom de ButanVac, il est mis en fabrication fin avril 2021.
La version intranasale, évaluée au Mexique par le laboratoire Avi-Mex, facile à administrer et à produire, peu coûteuse, est "une option idéale pour généraliser la vaccination à tous les pays, quels que soient leurs moyens financiers ou l'état de leurs structures sanitaires". Le vaccin HexaPro est facilement adaptable à de nouveaux variants.
Une étude, conduite par une vingtaine de chercheurs australiens de l’Université Griffith et de l’Université du Queensland et publiée le 29 octobre 2021 dans la revue Science Advances, démontre la supériorité de l'administration du NDV-HXP-S par patch, pour produire une réponse immunitaire innée et adaptative, sur l'injection par aiguille,.

### Vaccin BCG
Les scientifiques ont cherché à savoir si les vaccins existants contre des affections non liées pouvaient stimuler le système immunitaire et réduire la gravité de l'infection au Covid-19. Il existe des preuves expérimentales que le vaccin BCG contre la tuberculose a des effets non spécifiques sur le système immunitaire. Fin mars 2020, des essais cliniques sont effectués dans divers pays (France, Allemagne, Pays-Bas, Australie) dans le but de tester les propriétés immunologiques du BCG, vaccin antituberculeux. « Deux études menées chez les adultes montrent une réduction de 70 % des infections respiratoires grâce au BCG », indique au Figaro Mihai Netea, spécialiste des maladies infectieuses au Centre médical de l’université Radboud de Nimègue aux Pays-Bas.
Une étude a démontré, sur une cohorte de 6 000 professionnels de santé, que le vaccin BCG protège de la Covid-19. Les professionnels de santé qui se sont fait re-vacciner avec le BCG sont moins susceptibles d’être testés positifs pour les anticorps anti-SARS-CoV-2, ce qui démontre que leur réponse immunitaire innée ou cellulaire est efficace contre le virus. Une vingtaine d’essais cliniques randomisés sont en cours pour vérifier si l'administration d'un rappel du BCG peut induire un effet protecteur contre l'infection par le SARS-CoV-2.

### Vaccins administrés en Europe
|                                                                 | Mode d'action         | Date de disponibilité                                                           | Conservation                                                    | Efficacité | Principaux effets secondaires | Contre-indications |
| Pfizer BioNTech Tozinaméran                                     | ARN messager          | Janvier 2021                                                                    | −70 °C −20 °C pendant 15 jours ou bien 2 à 8 °C pendant 5 jours | 82 % avec 1 dose après 12 jours 95 % avec 2 doses 100 % pour les 12 à 15 ans | Fatigue (63 %) Maux de tête (55 %) Douleurs musculaires (38 %) Frissons (31 %), douleurs articulaires (23 %) Fièvre (14 %) | Fortes allergies |
| Moderna mRNA-1273                                               | ARN messager          | 1er trimestre 2021                                                              | −20 °C 1 semaine à +4 °C                                        | 94,1 % avec 2 doses | Fatigue (68 %) Maux de tête (63 %) Douleurs musculaires (59 %) Douleurs articulaires (45 %) Frissons (43 %) | Déconseillé par la Haute Autorité de santé pour les moins de 30 ans en raison du risque plus élevé de myocardites                            |
| Johnson & Johnson (Janssen) Ad26.COV2.S                         | Vecteur viral         | 1er trimestre 2021                                                              | +4 °C                                                           | Moyennes avec 1 dose : Monde : 66 % États-Unis : 72 % Formes graves : 85 % Amérique latine : 66 % Afrique du Sud : 57 %, 85 % contre formes graves                                                                | Fièvre (9 %) | Interdit dans certains pays pour les patients jeunes (moins de 55 ans en France)                                                             |
| AstraZeneca Univ. Oxford AZD1222, alias Vaxzevria ou Covishield | Vecteur viral         | mi-janvier 2021                                                                 | +4 °C                                                           | 62 % à 90 % selon dosage et âge 70 % après une dose 80 % après la 2e dose injectée 12 semaines plus tard 22 % contre variant sud-africain 80 % pour les 65 ans et plus 100 % contre formes graves hospitalisables | Dans plus de 10 % des cas : Gonflement des ganglions lymphatiques, céphalées, nausées, douleurs musculaires et articulaires, douleur ou ecchymose au site d'injection, fatigue, malaise, état fiévreux, frissons Faibles pour la 2e dose Faibles pour les personnes âgées | Maladie fébrile aiguë grave, infection aiguë Séropositivité Interdit dans certains pays pour les patients jeunes (moins de 55 ans en France) |
| CureVac CVnCoV alias Zorecimeran                                | ARN messager          | 2e trimestre 2021                                                               | +4 °C                                                           | 47 % | | |
| VidPrevtyn Bêta (en) Sanofi Pasteur GSK                         | Protéine recombinante | Fin 2021 ou début 2022 (nécessite nouvelle conception)Autorisé en novembre 2022 | +4 °C                                                           | Faible chez les plus de 50 ans | | |
| Novavax NVX-CoV2373                                             | Protéine recombinante | Mars 2021                                                                       | +4 °C                                                           | 89 % en moyenne 95 % contre la souche historique 85 % contre le variant britannique 60 % contre le variant sud-africain.                                                                                          | | |

### Vaccin pédiatrique
Le vaccin Pfizer peut être administré à des enfants de 5 à 11 ans. Pour ce public, le dosage est diminué à un tiers de la dose destinée aux adultes et adolescents, ce qui suffit pour induire la réponse immunitaire attendue.
En France, la vaccination des enfants est simplement recommandée aux enfants souffrant de comorbidités ou ayant dans leur entourage des personnes immunodéprimées. Le rappel s'effectue trois semaines apès la primoinjection.
Au Canada, la vaccination est recommandée à l'ensemble des enfants de 5 à 11 ans et la dose de rappel est offerte au moins 8 semaines après la primoinjection. Une troisième dose est recommandée pour les enfants ayant une immunodépression modérée à grave.

### Vaccin bivalent
Pfizer-BioNTech et Moderna ont développé des vaccins bivalents qui ciblent, en plus de la souche historique, le variant Omicron BA.1. Ces vaccins ont été autorisés par l'Agence européenne des médicaments (EMA) le 1er septembre 2022. Ils permettent de se protéger contre de nouveaux variants, qui — comme le BA.5.3.1 ou le BA.2.75 — continuent à se développer dans la famille des variants Omicron.
Pfizer propose également un vaccin bivalent qui cible la souche historique et les sous-variants Omicron BA.4 ou BA.5. Il est autorisé par l'EMA le 12 septembre 2022.

## Efficacité et limites

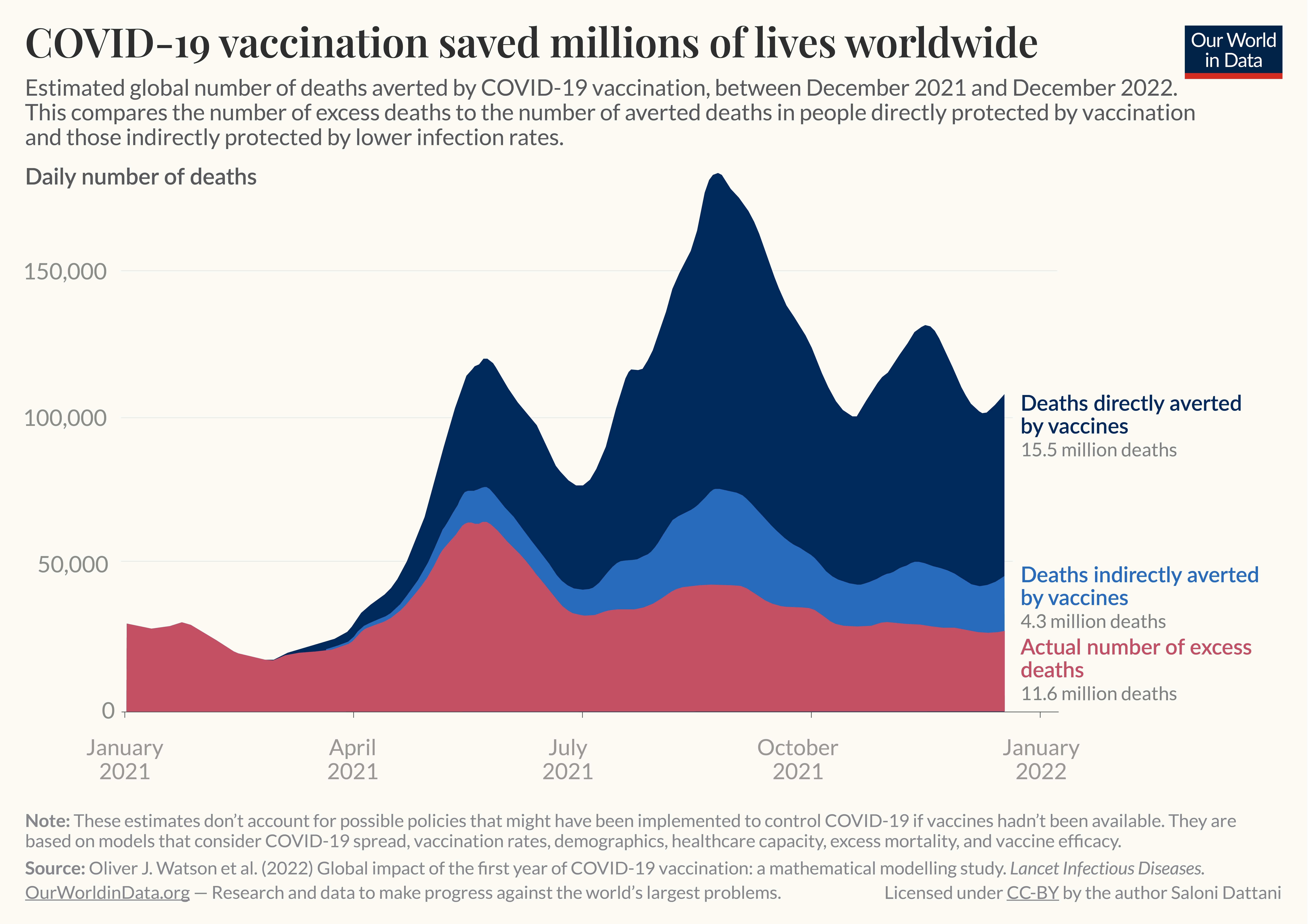
Les chercheurs ont estimé que les vaccins COVID-19 ont permis de sauver environ 20 millions de vies dans le monde au cours de la première année de mise à disposition du vaccin.

L'efficacité d'un nouveau vaccin est définie par son efficacité lors des essais cliniques. Dans le cas de la Covid-19, l'efficacité est évaluée au regard du risque de contracter une forme modérée ou sévère chez les participants vaccinés dans l'essai, comparé au risque de contracter la maladie chez les participants non vaccinés.
Sans vaccin, la réponse immunitaire face au SARS-CoV-2 diffère d'un patient à l'autre : 40 % sont asymptomatiques, 40 % sont symptomatiques légers type grippe, 15 % développent une forme modérée pouvant conduire à un Covid long, et 5 % risquent une forme sévère pouvant nécessiter des soins de réanimation.
Pour un vaccin contre la Covid-19, une efficacité de 0 % signifie que le vaccin ne protège pas plus qu'un placebo. Une efficacité de 50 % signifie qu'il y a deux fois moins de cas de forme modérée ou sévère que chez les individus non vaccinés. L'efficacité d'un vaccin anti-Covid reflète la prévention de la maladie mais n'empêche pas d'être infecté par le virus : les personnes vaccinées peuvent être asymptomatiques et contagieuses. Les vaccins semblent toutefois réduire la transmission de la maladie. La Food and Drug Administration (FDA) des États-Unis et l'Agence européenne des médicaments (AEM) ont fixé un seuil de 50 % comme efficacité requise pour approuver un vaccin Covid-19,.
Très tôt après la diffusion des vaccins anti-Covid, des études ont montré que leur durée de protection, au départ inconnue, est limitée. Ces vaccins ont été développés à partir de la souche initiale du virus et des variants continuent à apparaître. Bien qu’efficaces au début, certains montrent une efficacité moindre pour certains variants pourtant apparus dès décembre 2020 :
- le vaccin Oxford-AstraZeneca était initialement efficace de 71 à 91 % sur les souches d'origine. Face au variant Alpha (dit anglais) son efficacité varie de 42 à 89 %[154]. Face au variant Bêta (dit sud-africain), son efficacité n'offre qu'une «protection minimale»[155]. Le 7 février 2021, le ministre de la Santé de l'Afrique du Sud a suspendu le déploiement prévu d'environ 1 million de doses de vaccin[156],[157] ;
- les vaccins à ARN Pfizer et Moderna restent efficaces contre le variant Alpha[158],[159]. Il est même suggéré une diminution de 89,4 % du risque d'infections asymptomatiques sept jours après la deuxième dose du vaccin, ce qui suppose alors que la majorité des personnes vaccinées ne seraient à terme pas contagieuses[160]. En revanche contre le variant Bêta, leur activité de neutralisation est réduite pour certains de deux tiers[161], pour d'autres de seulement quelques pour cent[162]. Le variant Gamma (dit brésilien) semble d'après certains échapper partiellement à la vaccination avec le vaccin Pfizer / BioNtech[163], mais pas pour d'autres études[164]. Le 1er avril 2021, le laboratoire Pfizer annonce que son vaccin est 100 % efficace face au variant Bêta, lors d'une étude portant sur 800 personnes[165]. Selon le ministère israélien de la Santé en juin 2021, face au variant Delta (dit indien), le vaccin protège dans 93 % des cas des formes sévères, en revanche en ce qui concerne la contamination et le développement de symptômes, le vaccin n'est efficace qu'à 64 %[166],[167] ;
- le vaccin Johnson & Johnson a signalé que son niveau de protection contre l'infection modérée à sévère par la Covid-19 était de 72 % aux États-Unis et de 57 % en Afrique du Sud[168] ;
- le vaccin Novavax est efficace à ~ 96 % contre la souche d'origine, ~ 86 % contre le variant Alpha et ~ 60 % contre le variant Bêta[169].

En février 2021, la FDA des États-Unis estime que tous les vaccins autorisés par la FDA restent en l'état efficaces pour se protéger contre les souches circulantes du SARS-CoV-2. Aux États-Unis, en Juin 2021, sur 853 000 personnes hospitalisées pour cause de Covid-19, la quasi-totalité était non vaccinée, moins de 1 200 étant complètement vaccinées, soit environ 0,1 %, tandis que concernant les nouveaux variants, ce taux serait, début juillet au Royaume-Uni (où des vaccins sont assez différents), proche de 10 %.
En septembre 2021, l'OMS fait une proposition d'interdiction mondiale de 3ème dose jusqu'à la fin de l'année 2021, pour une meilleure répartition des doses à l'échelle mondiale et intensifier les efforts de vaccination dans les pays les moins riches.
Une étude publiée en décembre 2021 ayant testé l'efficacité de six vaccins face au variant Omicron observe que seuls 3 patients sur 13 ayant reçu deux doses du BBIBP-CorV de Sinopharm, 1 patient sur 12 ayant reçu le vaccin Janssen et aucun des 11 patients complètement vaccinés avec le Spoutnik V généraient des anticorps neutralisants contre le variant Omicron. Les trois autres vaccins testés, d'AstraZeneca, Moderna et Pfizer–BioNTech, étaient également moins efficaces avec seulement deux doses.
Avec quelques années de recul, en 2023, l’efficacité reste attestée pour les patients de 50 à 79 ans, notamment si une troisième dose a été donnée pour réactiver l’immunité, les résultats sont toutefois moins probants pour les + de 80. Il est toutefois difficile d’aboutir à des conclusions très claires sur la durabilité de la protection procurée par les vaccins, du fait que les souches en circulation continuent à évoluer et que donc c’est par rapport au variant présent et non par rapport à la souche qui a servi à élaborer le vaccin que l’efficacité à terme peut être constatée.

### Limites concernant la contagiosité
Une étude réalisée en juillet 2021 indique que, dans un comté du Massachussetts, les trois quarts des personnes infectées lors de divers rassemblements de masse étaient entièrement vaccinées. Cette étude offre des preuves clés renforçant l'hypothèse selon laquelle les personnes vaccinées peuvent propager la variante la plus transmissible en étant facteur d'une flambée estivale d'infections. Ces données, détaillées dans le rapport hebdomadaire du CDC sur la morbidité et la mortalité, ont aidé à convaincre les scientifiques du CDC d'inverser les recommandations sur le port du masque et de conseiller aux personnes vaccinées de porter des masques dans les lieux publics intérieurs accueillant de nombreux visiteurs. L'étude suggère que les individus vaccinés portaient autant de virus dans le nez que les individus non vaccinés. Cette étude et d'autres données de 2021 semblent montrer que les vaccins offrent une protection contre les formes graves ou mortelles, mais ne protège pas contre l'infection et ne réduit pas la transmission.
Dans la même veine, en août 2021, l’augmentation rapide des contaminations en Israël - malgré un taux élevé de couverture vaccinale - fait dire aux autorités médicales que les vaccins ne limitent pas la propagation du variant delta, dominant à l’époque,.
Fin septembre 2021, un article publié dans European Journal of Epidemiology étudie la relation entre le pourcentage de la population entièrement vaccinée et les nouveaux cas de COVID-19 dans 68 pays et dans 2 947 comtés aux États-Unis. Il note l'absence d'association significative entre le pourcentage de la population entièrement vaccinée et les nouveaux cas de COVID-19. On le constate par exemple en comparant les cas de l'Islande et du Portugal. Ces deux pays ont plus de 75 % de leur population entièrement vaccinée et ont plus de cas de COVID-19 pour 1 million d'habitants que des pays comme le Vietnam et l'Afrique du Sud qui n’ont qu’environ 10 % de leur population vaccinée. Même si les vaccinations offrent une protection aux individus contre les hospitalisations graves et les décès, les Centres pour le contrôle et la prévention des maladies (CDC) aux États-Unis signalent une augmentation de 0,01 à 9 % et de 0 à 15,1 % (entre janvier et mai 2021) des taux d'hospitalisations et décès, respectivement, parmi les personnes complètement vaccinées[pas clair].
En octobre 2021, une étude portant notamment sur le risque de contagion au sein des ménages montre que les personnes qui ont reçu deux doses de vaccin peuvent être tout aussi contagieuses que celles qui n'ont pas été vaccinées. Le risque qu'ils transmettent le virus à d'autres colocataires non vaccinés est d'environ deux sur cinq, soit 38 %. Ce chiffre tombe à un sur quatre, ou 25 %, si les colocataires sont également complètement vaccinés.

### Vaccin polyvalent
En 2021, une équipe de chercheurs s'est intéressée aux anticorps produits après vaccination par le vaccin Pfizer-BioNTech chez différents publics dont des personnes déjà immunisées contre le SARS-CoV-1 de 2002. Ils se sont rendu compte que des anticorps produits chez ces personnes étaient efficaces contre les deux souches SARS-CoV-1 et SARS-CoV-2 mais aussi contre l'ensemble des sarbécovirus capables de se lier à l'ACE2 humain. Ces anticorps permettent donc une protection contre l'ensemble des variants actuels et pourraient mieux prévenir de futures sarbécoviroses,.
En effet, les anticorps neutralisants ciblent généralement le site de liaison au récepteur (RBS - Receptor Binding Site) de la spicule, mais la variabilité de cet épitope limite les capacités de neutralisation d'un anticorps. L'anticorps identifié se caractérise par une reconnaissance coordonnée de sites stables hors du RBS par la chaîne lourde et du RBS par la chaîne légère avec un angle de liaison imitant celui du récepteur ACE2. Ainsi la neutralisation est moins dépendante du RBS, très variable.
L'enseignement tiré de cet anticorps pourrait orienter la conception de médicaments ou vaccins contre un spectre plus large de sarbecovirus.

## Effets indésirables
Une étude sur les effets indésirables des vaccins BNT162b2, mRNA-1273 et ChAdOx1 contre la COVID-19, portant sur plus de 99 millions de personnes vaccinées, sélectionnées dans huit pays, a été publiée par Vaccine (groupe Elsevier) et mise en ligne le 12 février 2024. Elle a pour conclusion : « Cette analyse multi-pays a confirmé les signaux de sécurité préétablis pour la myocardite, la péricardite, le syndrome de Guillain-Barré et la thrombose du sinus veineux cérébral. D'autres signaux de sécurité potentiels nécessitant une enquête plus approfondie ont été identifiés. »

### Réactions locales
Une observation publiée dans le NEJM rapporte une série de douze cas ayant développé une réaction d'hypersensibilité retardée au point d'injection, appelée « bras COVID-19 » (douleur, rougeur indurée jusqu'à plus de 10 cm de diamètre), après avoir reçu le vaccin Moderna MRNA-1273. Cette réaction apparait de quatre à onze jours après vaccination (première dose) et disparait en quatre à cinq jours, elle survient chez huit vaccinés sur mille, et elle ne contre-indique pas la deuxième dose.

### Allergies
En France, le 19 janvier 2021, alors que plus de 500 000 personnes ont reçu une première injection par le vaccin Pfizer, l'Agence nationale de sécurité du médicament (ANSM) relève une centaine de cas « non graves » de réaction allergiques, une vingtaine de cas « graves » et cinq décès parmi les personnes vaccinées sans que des liens de cause à effet aient pu être établis. Les données mises à jour en décembre 2021 aux États-Unis mentionnent que des réactions anaphylactiques sont survenues chez environ 5 personnes par million de personnes vaccinées. L’agence américaine complète l’information en notant que ces effets existent pour tous types de vaccins et sont pris en charge immédiatement par les personnels de santé.
La vaccination avec Pfizer-BioNTech m-RNA SARS-CoV-2 est connue pour provoquer de rares réactions allergiques, allant de l'urticaire à l'anaphylaxie potentiellement mortelle en passant par le gonflement de la langue (1 cas sur 100 000), en particulier chez les personnes présentant des allergies connues.

### Thromboses,thrombocytopénies
Officiellement il n'y a pas de risque accru d'évènements thrombotiques après la vaccination par le mRNA COVID-19 de Pfizer et Moderna.
Pourtant le 11 mars 2021, les autorités danoises suspendent provisoirement et pour une période minimale de deux semaines l'utilisation du vaccin AstraZeneca. La suspension de ce vaccin a été décidée « après des rapports de cas graves de formation de caillots sanguins chez des personnes vaccinées », a expliqué l'Agence nationale danoise de la santé.
Le vaccin est abandonné définitivement par le Danemark le 14 avril 2021 et temporairement par la Norvège.
Le rapport de l'ANSM de mai 2021 pointe des risques de thrombose liés au vaccin d'AstraZeneca. Il considère cependant que la balance bénéfice-risque reste favorable pour les personnes de plus de 55 ans, mais déconseille son utilisation pour les personnes plus jeunes.
L'Italie suspend, le 11 juin 2021, l'utilisation du vaccin AstraZeneca pour les personnes de moins de 60 ans, à la suite du décès d'une jeune femme après avoir reçu ce vaccin. Selon un rapport de l'agence de presse Xinhua, une jeune femme de 18 ans est décédée d'un caillot sanguin le 10 juin après avoir reçu une première dose du vaccin AstraZeneca le 25 mai. Il est dit que cette personne souffrait de thrombocytopénie auto-immune (faible taux de plaquettes sanguines) et qu'elle suivait une double thérapie hormonale.
Après plusieurs plaintes déposées contre AstraZaneca pour des cas de thrombose, plusieurs pays tels que la France, le Canada, l'Allemagne ont suspendu son utilisation en dessous d'un certain âge.

### Syndromes neurologiques
L'EMA (Agence européenne des médicaments) a classé le syndrome de Guillain-Barré comme effet secondaire « très rare » du vaccin contre la Covid-19 du laboratoire américain Johnson & Johnson, Janssen, de même ensuite pour le Syndrome de Parsonage-Turner.

### Syndrome inflammatoire multisystémique
Le syndrome inflammatoire multisystémique (SIM) chez l'enfant apparaît dès avril 2020 comme une conséquence possible de la maladie Covid-19, survenant dans une période de 2 à 6 semaines après guérison. En octobre 2020, un syndrome analogue est mis en évidence chez l'adulte.
En juillet 2021, le premier cas de SIM chez l'adulte vacciné est observé chez une femme à la suite d'une vaccination avec le vaccin Pfizer ; les symptômes de la patiente ont commencé par un « bras COVID-19 » qui a évolué vers un SIM.

### Myocardites et péricardites
Une augmentation des cas de myocardite et de péricardite a été signalée aux États-Unis et en Israël après la vaccination par le mRNA COVID-19 de Pfizer et Moderna, en particulier chez les adolescents et les jeunes adultes,.
Le phénomène reste toutefois marginal avec seulement 2,7 cas de myocardites supplémentaires pour 100 000 personnes dans la population vaccinée. En comparaison l'augmentation des cas de myocardites causées par la Covid-19 est bien supérieure avec 16 fois plus de cas de myocardites. Le rapport bénéfice sur risque reste donc favorable à la vaccination.
Début octobre, l'Islande suspend l'utilisation du vaccin Moderna « invoquant de légers risques accrus d’inflammations cardiaques ». La Suède et la Finlande suspendent l’emploi du vaccin Moderna pour les moins de 30 ans. Le Danemark et la Norvège déconseillent formellement son usage pour les moins de 18 ans.
Début novembre 2021 parait une étude française menée par la structure Epi-Phare, associant l'Assurance maladie et l’Agence du médicament, qui confirme le risque de souffrir d’une myocardite ou d'une péricardite « particulièrement marqué » chez les hommes de 12 à 29 ans, dans la semaine suivant la deuxième injection des vaccins de Pfizer et surtout de Moderna. Chez les hommes de 30 à 50 ans, c'est un cas pour 211 000 doses de Pfizer et un pour 37 700 doses de Moderna. Le 8 novembre 2021, la Haute Autorité de santé déconseille le vaccin de Moderna pour les moins de 30 ans en raison d'un risque plus élevé de myocardite. Ce vaccin qui était suspendu depuis la mi-octobre pour les doses de rappel en France est donc réautorisé pour les personnes de plus de 30 ans, avec une demi-dose (50 µg). Le 14 décembre, le Conseil scientifique, présidé par Jean-François Delfraissy recommande de revenir à la pleine dose de 100 µg pour mieux lutter contre le variant Omicron. Un communiqué de presse de Moderna du 20 décembre affirme que la dose de 50 µg augmente le niveau des anticorps neutralisants contre le variant Omicron d'un facteur 37, celle à 100 µg d'un facteur 83.

### Perturbation du cycle menstruel
Début août 2021 de nombreux témoignages sont apparus sur les réseaux sociaux concernant un dérèglement du cycle menstruel après l'injection. Pour l'heure aucun lien avec le vaccin n'a été démontré. Il a été rapporté 229 cas avérés après injection du vaccin Pfizer et 36 après injection du vaccin Moderna. L'Agence Nationale de la sécurité médicament a prévu d'effectuer un signalement à l'Agence Européenne des médicaments et a classé ce trouble comme "signal potentiel" après injection du vaccin Pfizer ou Moderna,,,.
Selon une étude observationnelle publié en 2022, un saignement anormal serait au moins 30 fois plus probable lors de la 3ème dose que lors de la 1ère, et un cycle menstruel irrégulier 20 fois plus. D'après une autre étude observationnelle, 8% des personnes rapportaient une augmentation de 8 jours ou plus de la durée de leur cycle menstruel, et jusqu'à 12% lorsque la vaccination ne se déroulait pas en phase lutéale.
D'après une étude suédoise publié en mai 2023, il existerait une légère augmentation du risque de recours à des soins de santé pour saignement post-ménopausique 8 à 90 jours après la deuxième (rapport de risque 1,14 avec un intervalle de confiance à 95 % 1,03 à 1,25) et la troisième (1,25, avec un intervalle de confiance allant de 1,04 à 1,50) dose de vaccin. Cependant, l'association signalée avec la vaccination est considéré comme faible et le lien de causalité ne peut être établi, de sorte que toute personne présentant des saignements post-ménopausiques après la vaccination devrait toujours être encouragée à consulter un médecin et à faire l'objet d'une recherche de cancer de l'endomètre.

### Adjuvants
En septembre 2020, onze des vaccins candidats en développement clinique utilisent des adjuvants pour améliorer l'immunogénicité. Un adjuvant immunologique est une substance formulée avec un vaccin pour amplifier la réponse immunitaire à un antigène. Les adjuvants utilisés dans la formulation de vaccin anti-covid sont souvent nécessaires pour des vaccins à virus inactivé, des vaccins à base de protéines ou des vaccins à vecteurs recombinants. Les sels d'aluminium, appelés « alun », ont été le premier adjuvant utilisé pour les vaccins homologués et restent l'adjuvant de choix dans environ 80 % des vaccins avec adjuvant. L'adjuvant d'alun initie divers mécanismes moléculaires et cellulaires pour améliorer l'immunogénicité, y compris la libération de cytokines proinflammatoires,.
Les adjuvants des vaccins anti-covid qui sont impliqués dans des effets secondaires sont : le polyéthylène glycol (PEG 2000) des vaccins à ARN messager et le polysorbate 80 des autres vaccins. Les effets croisés éventuels entre les différents adjuvants sont surveillés.
Les adjuvants peuvent induire des effets indésirables, classées en 4 niveaux de gravité : bénin, modéré, sévère, et grave « niveau 4 ». Ces niveaux sont prédéfinis pour chaque type de réaction. De façon générale, le niveau 1 est celui des réactions qui ne gênent pas l'activité quotidienne, le 2 qui la perturbent, le 3 qui l'empêchent et le 4 qui nécessitent une hospitalisation, ou qui entraînent une gêne permanente. Généralement il s'agit de réactions locales (rougeur, gonflement, douleur) et réactions systémiques (fièvre, fatigue, maux de tête…).
La surveillance des effets à plus long terme s'effectue par des études de suivi épidémiologique (avec par exemple des enquêtes de cohorte).

### Responsabilité civile
Les industriels qui fabriquent, distribuent, administrent ou utilisent des produits médicaux (y compris les vaccins) contre la Covid-19 bénéficient d'une immunité juridique dans différents pays, dont les États-Unis, afin d'échapper à des poursuites judiciaires en cas d'effets secondaires, à l'exclusion des « fautes volontaires »,. Le 4 février 2020, le secrétaire à la Santé et aux Services sociaux des États-Unis Alex Azar fait adopter une réglementation excluant toute poursuite d'un industriel en cas de négligence concernant les vaccins anti-Covid. Cette disposition réglementaire devrait rester en vigueur aux États-Unis jusqu'au 1er octobre 2024.
La société Pfizer a exigé des exonérations de responsabilité de grande envergure et d'autres garanties de la part de pays comme l'Argentine et le Brésil,.
Dans l'Union européenne, les vaccins contre la Covid-19 sont homologués en vertu d'une autorisation de mise sur le marché (AMM) conditionnelle qui n'exempte pas les fabricants de poursuites en responsabilité civile et administrative.
Bien que les contrats d'achat avec les fabricants de vaccins restent secrets, ils semblent ne pas contenir d'exonération de responsabilité, même pour des effets secondaires inconnus au moment de l'homologation. Dans l'Union européenne, des clauses prévoient que, dans certains cas, les États pourront prendre à leur charge les indemnités qui seraient demandées aux entreprises pharmaceutiques en cas d'effets secondaires imprévus,,. Ces programmes de compensation - prévus pour les vaccinations - existent dans de nombreux pays développés. La France et l'Allemagne disposent de programmes de ce type depuis les années 1960.
En France, les victimes d'effets secondaires sont considérées comme des victimes « d'accidents médicaux », lesquelles sont indemnisées par l'État via l'Office national d'indemnisation des accidents médicaux (Oniam). Dans le cas des vaccins, cela ne concerne que les vaccins obligatoires, à savoir exclusivement ceux demandés dans le cadre de l’exercice d'une profession ou formation dans le domaine médical, ainsi que les vaccinations infantiles liées à la scolarisation.
Or, concernant les vaccins contre la covid-19, une «clause d’indemnisation» ou «clause de garantie», existe qui a pour effet de «transférer la charge de la réparation de la dette de responsabilité, des assureurs du laboratoire vers les Etats». «L’idée est de transférer la prise en charge financière du risque résultant de la mise sur le marché d’un nouveau médicament, compte tenu des circonstances particulières et de l’urgence liées au Covid-19. C’est la contrepartie d’un approvisionnement prioritaire en vaccins».
En janvier 2022, un avocat marseillais, défendant un "adolescent de 13 ans qui a pratiquement perdu la vue après sa première injection du vaccin de Pfizer" dénonce le contrat où figure "une clause qui dédouane la société Pfizer de toute responsabilité dans le cas de survenance d'effets indésirables potentiels". Il dépose un "recours devant le tribunal administratif de Paris contre le contrat signé entre le fabricant de vaccins Pfizer et l'Etat Français car il précise que cette clause est illégale dans des contrats publics", soulignant cette clause, par laquelle "Pfizer se dégage en réalité de toute garantie minimale d'efficacité du vaccin et de toute nocivité minimale.". En octobre 2022 le même avocat, défendant une autre victime, assigne le fabricant BioNtech, afin "d'engager la responsabilité du producteur du vaccin mais également dans le cadre de cette demande d'expertise d'obtenir des données fournies sur le vaccin ARNmessager par Pfizer pour obtenir l'autorisation sur le vaccin et sa composition exacte".

### Effet nocebo
Selon une étude (parue le 18 janvier 2022 dans JAMA Network Open), 76 % des effets secondaires rapportés au vaccin (maux de tête, fatigue et douleurs au bras le plus souvent) sont en réalité imputables à l'effet nocebo (peur d'avoir quelque chose). Dans ces cas, ces effets sont associés à tort aux piqûres de vaccin COVID-19, ils ne sont pas dus aux composants du vaccin mais à l'anxiété, l'inquiétude, les attentes et l'attribution erronée d'autres maladies ou sensations au vaccin,. Cette étude repose sur douze essais cliniques relatifs à divers vaccins contre la COVID, comparant la prévalence des effets secondaires systémiques tels que la fièvre, les maux de tête ou la fatigue et les effets locaux tels que douleur et gonflement au site d'injection entre les vaccinés et ceux qui ont reçu des injections de solution saline comme placebo. Selon les auteurs, s'il est éthiquement nécessaire d'informer les participants, le public et les patients des effets secondaires de tout traitement, il faudrait aussi informer le public sur cet effet nocebo, qui est l'un des freins au consentement à la vaccination.
L'affirmation qui prétend que la vaccination favoriserait le risque d'infection relève d'une analyse biaisée des statistiques.

## Stratégies de déploiement de vaccins
L'optimisation du bénéfice sociétal de la vaccination peut bénéficier d'une stratégie adaptée à l'état de la pandémie, à la démographie d'un pays, à l'âge des receveurs, à la disponibilité des vaccins et au risque individuel de maladie grave: au Royaume-Uni, l'intervalle entre la dose d'amorçage et la dose de rappel a été prolongé pour vacciner le plus de personnes possible le plus tôt possible, de nombreux pays commencent à donner un rappel supplémentaire aux immunodéprimés, et aux personnes âgées, et à la recherche prédit un avantage supplémentaire de la personnalisation de la dose de vaccin dans le contexte de la disponibilité limitée des vaccins lorsqu'une vague de variantes virales préoccupantes frappe un pays.

### Rappel / troisième dose
En Israël, la majorité de la population a reçu une dose de rappel six mois après les deux premières doses. « Une étude a été menée en Israël sur 1,4 million de personnes avec un groupe de patients qui avait reçu la deuxième dose il y a au moins cinq mois et un groupe de patients vacciné une troisième fois. La troisième dose a apporté une efficacité de 93 % contre l'hospitalisation, 92% contre les formes très graves de la maladie et 81 % contre les risques de décès. » Les participants avaient un âge médian de 52 ans (IQR 37-68). La durée médiane de suivi de cette étude observationnelle était de treize jours (IQR 6–21).
Dans 28 pays de l'union européenne et de l'espace économique européen, 12 589 518 personnes de plus de 60 ans ont reçu une dose additionnelle (de rappel) en date du 19 novembre 2021 d'après l'ECDC tracker (France > 4M, Allemagne >3M, Espagne >3M, Hongrie > 1M).
En Turquie, onze millions de troisièmes doses ou de doses de rappel ont été administrées.
Dans le Royaume-Uni ou la Grande-Bretagne, le nombre de troisièmes doses ou de dose de rappel est de dix millions.
En France, la troisième dose s'effectue avec les deux vaccins à ARN messager (Pfizer-BioNtech ou, pour les plus de 30 ans, Moderna dosé à 50 %). Elle est initialement réservée aux 65 ans et plus, six mois après la deuxième dose (ou 4 semaines après l'injection unique de Janssen). Cet intervalle est ramené à cinq mois avec la cinquième vague puis à quatre mois à compter du 3 janvier 2022 pour mieux lutter contre le variant Omicron.

### Quatrième dose
Début 2022, certaines juridictions, comme Israël ou des provinces canadiennes, recommandent une quatrième dose pour les patients immunodéprimés,,. La France a fait de même, pour les immunodéprimés, puis pour les plus de 60 ans (à partir du 7 avril 2022).

## Couverture vaccinale

### Monde
Au 3 août 2021, selon l'OMS, 98 % des pays membres (191 sur 194) ont des vaccinations en cours. À l'échelle mondiale 3,86 milliards de doses ont été administrées, 1,5 milliard de personnes ont reçu au moins une dose, soit 19,4 % de la population mondiale.
Au 8 août 2021, selon le site Our World in Data, 4,46 milliards de doses ont été administrées, 30 % de la population mondiale a reçu au moins une dose, et 15,5 % a reçu deux doses. Seuls 1,1 % des personnes vivant en pays à bas revenu ont reçu au moins une dose.
Toujours au 8 août, la couverture vaccinale deux doses en Afrique est de 1,9 % et de 11,6 % en Asie. Dans l'Union Européenne, elle est de 51,5 %, et de 49,4 % en France. Les États-Unis sont à 49,8 % et le Canada à 61,8 %.

### Union européenne et espace économique européen

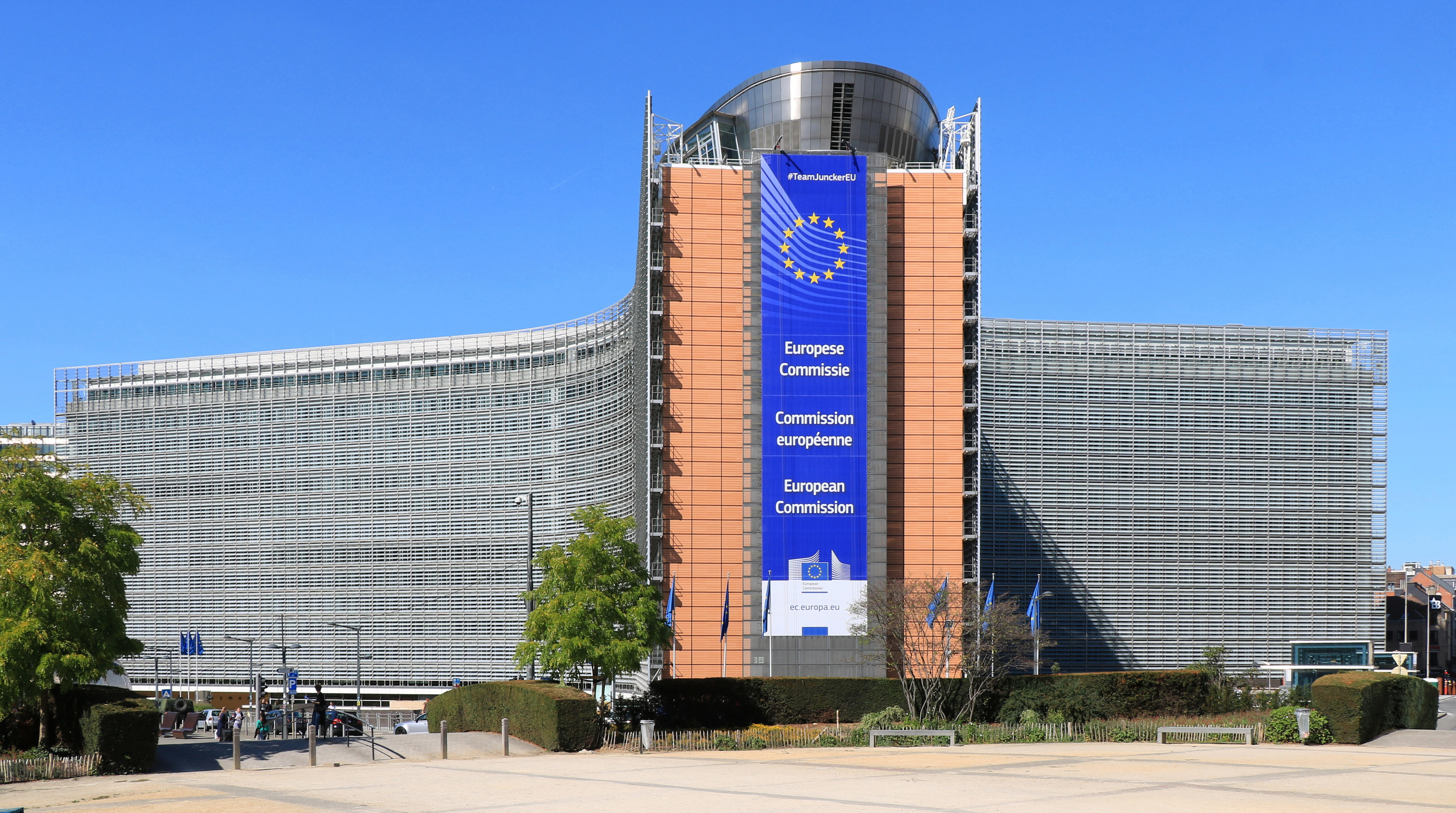
La Commission européenne, qui a négocié les prix des vaccins avec les entreprises pharmaceutiques.

Au 10 décembre 2021, 71 % de la population de l'espace économique européen comme de l'union européenne a reçu une dose ; deux-tiers de la population a reçu une vaccination normale, soit aux environs de 300 millions de personnes. Ces taux sont de 82 % et 78 % chez les adultes.
L'union européenne compte 15 % de doses additionnelles pour 60 millions de personnes dont 14 M en Allemagne, 11 en France, 9,7 en Italie, 5,2 en Espagne, 2,8 en Hongrie, 2,8 en Autriche, 2,4 en Belgique, 2 en Grèce, 1,8 au Portugal, 1,6en Suède, 1,4 en Tchéquie, 1 million en Irlande, 959 mille au Danemark et 852 mille aux Pays-Bas.

### France

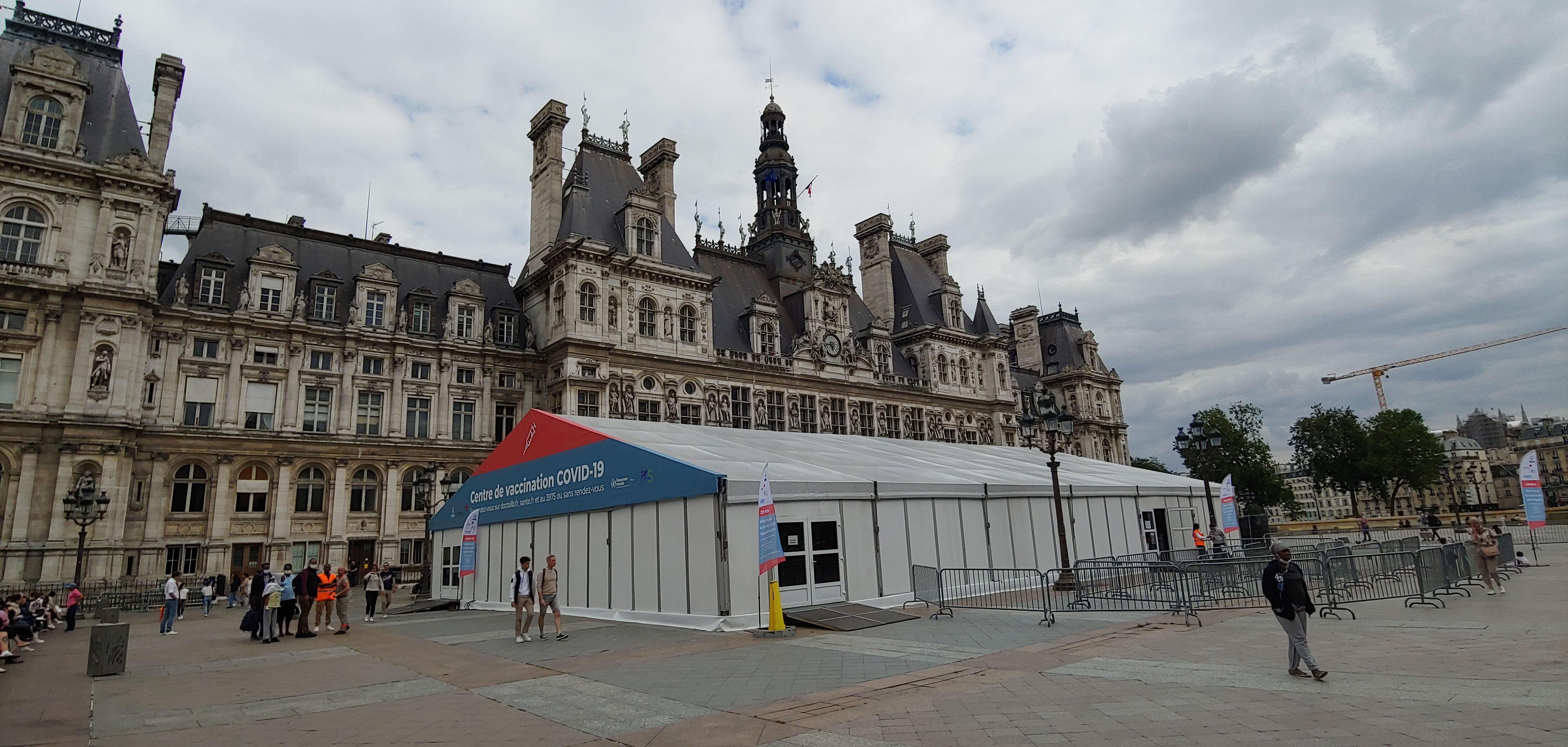
Centre de vaccination contre la COVID-19 sur la place de l'Hôtel-de-Ville à Paris.

En France, en comparaison avec d'autres pays (Portugal, Espagne où les prises de rendez-vous sont systématiques), on constate en juillet 2021, un taux plus faible de vaccination chez les plus de 70 ans. Ce taux plus faible dans cette classe d'âge laisse envisager une prochaine hausse de la mortalité due à la reprise de l'épidémie par les nouveaux variants (delta, epsilon), alors que 93 % des personnes décédées avaient plus de 65 ans. Cette hausse peut s'extrapoler des nouvelles augmentations du taux d'incidence observée depuis début juillet 2021 aux Pays-Bas, en Espagne ou au Royaume-Uni. En France, les taux de vaccination semblent en particulier plus faibles pour les populations ayant le plus faible niveau de vie,, tandis que début juillet, 15 % des résidents d'Ehpad n'étaient pas vaccinés.
Fin juillet 2021, avec 102,66 doses pour 100 habitants en moyenne, l'Union européenne dépasse les États-Unis où le taux de vaccination n'est que de 102,44 doses pour 100 habitants.
En France, 92 % des adultes ont reçu au moins une dose et 90 % sont entièrement vaccinés. Cependant les statistiques début décembre 2021 montrent que 83 % des non-vaccinés de plus de 70 ans ont plus de 80 ans alors que le risque d'hospitalisation est 6 fois plus élevé en moyenne pour un non-vacciné. Cette classe d'âge est moins vaccinée que dans la plupart des pays européens,,. Alors qu'ils constituent moins de 0,9 % de la population, les non-vaccinés de plus de 80 ans représentent un faible pourcentage des hospitalisations , et au moins 20 % des décès depuis décembre 2021,. Pour cette classe d'âge, comme pour les autres, le taux d'incidence a été à peu près multiplié par 10 depuis le début de l'automne 2021. Ainsi, pour les plus de 60 ans non vaccinés le risque de décès est cinq fois plus élevé après 80 ans. La vaccination par une troisième dose pour les plus de 80 ans et 6 mois après les deux premières montre à la fois une diminution au moins par 6 du risque de décès, et que l'efficacité vaccinale est nettement plus faible au delà de 6 mois pour personnes les plus à risque.
Au 9 décembre 2021, dans la tranche d'âge 70-79 ans, 99 % a reçu au moins une dose et 98 % est entièrement vaccinée. En janvier 2022, à l'AP-HP parmi les patients admis en réanimation et ayant reçu trois doses de vaccin, les immunodéprimés, comptent pour 70%, le reste étant principalement des patients ayant des comorbidités sévères. Une étude plus large (Epi-Phare) portant sur 28 millions de personnes ayant eu un schéma vaccinal complet montre que moins de 10 % de celles qui ont été hospitalisées pour la Covid n'avaient aucune comorbidité.

### Nouvelle vague
À la suite d'une nouvelle vague,,, la Haute Autorité de Santé suggérait une obligation vaccinale pour certaines professions ou sous forme de recommandation annuelle pour les plus fragiles comme la grippe saisonnière,,, ainsi que sur les enfants de 2 à 17 ans.

## Gaspillage
En mars 2022 Le Monde révèle que des centaines de millions de doses de vaccin périmées ont été jetées, 73 % du vaccin Pfizer, 18 % d'AstraZeneca (en France, 218 000 doses d'AstraZeneca). Les vaccins envoyés en Afrique, l'ont été à la limite de péremption et n'ont pas pu, pour une grande part, être utilisés, ainsi en décembre 2021 100 millions de doses ont été refusées par les bénéficiaires du dispositif COVAX.

## Rumeurs et théories du complot
Différentes rumeurs et théories du complot ont circulé à propos des vaccins. Selon un rapport du CCDH (Center for Countering Digital Hate), les deux-tiers des messages antivaccinaux partagés sur Facebook et Twitter, du 1er février au 16 mars 2021, provenaient de 12 personnes, dites « influenceurs » ou célébrités d'internet,.
Fin septembre 2023 est paru un document canadien, dans lequel ont été étudiés les données de dix-sept pays de l’hémisphère sud et de la région équatoriale. Ces données montrent que le vaccin covid est lié à une surmortalité et qu’il n’aurait pas sauvé de vie mais aurait augmenté la mortalité toutes causes dans dix-sept pays. Plusieurs spécialistes de l’Agence France-Presse ont expliqués que « le "document" cité présente des biais méthodologiques et établit sans fondement un lien de causalité entre vaccination et décès, tirant ainsi une conclusion erronée ».

#### Émissions de radio
- Jacques Monin, Cellule investigation, « Commandes de vaccins : dans les coulisses des négociations entre l’Europe et les laboratoires », sur France Inter, Secrets d’info, 20 février 2021 (consulté le 20 février 2021)
- Thomas Piketty, Dominique Seux, « Le vaccin contre la Covid-19 doit-il devenir un bien public mondial ? », sur France Inter, Le débat économique, 26 février 2021 (consulté le 26 février 2021)

#### Vidéos
- Philippe Escande, Marc Bettinelli, Solène Bureau, « Vaccins contre le Covid-19 : pourquoi la France accuse-t-elle un tel retard ? », sur Le Monde, 21 février 2021 (consulté le 7 mars 2021)
- Marc Bettinelli, Elsa Longueville, « Les vaccins à ARN messager contre le Covid-19 risquent-ils de modifier votre ADN ? », sur Le Monde, 28 janvier 2021 (consulté le 13 avril 2021)
- Catherine Gale, « Covid-19, la course aux vaccins », sur Arte.tv, 2021 (consulté le 19 juillet 2021)